# Suptall

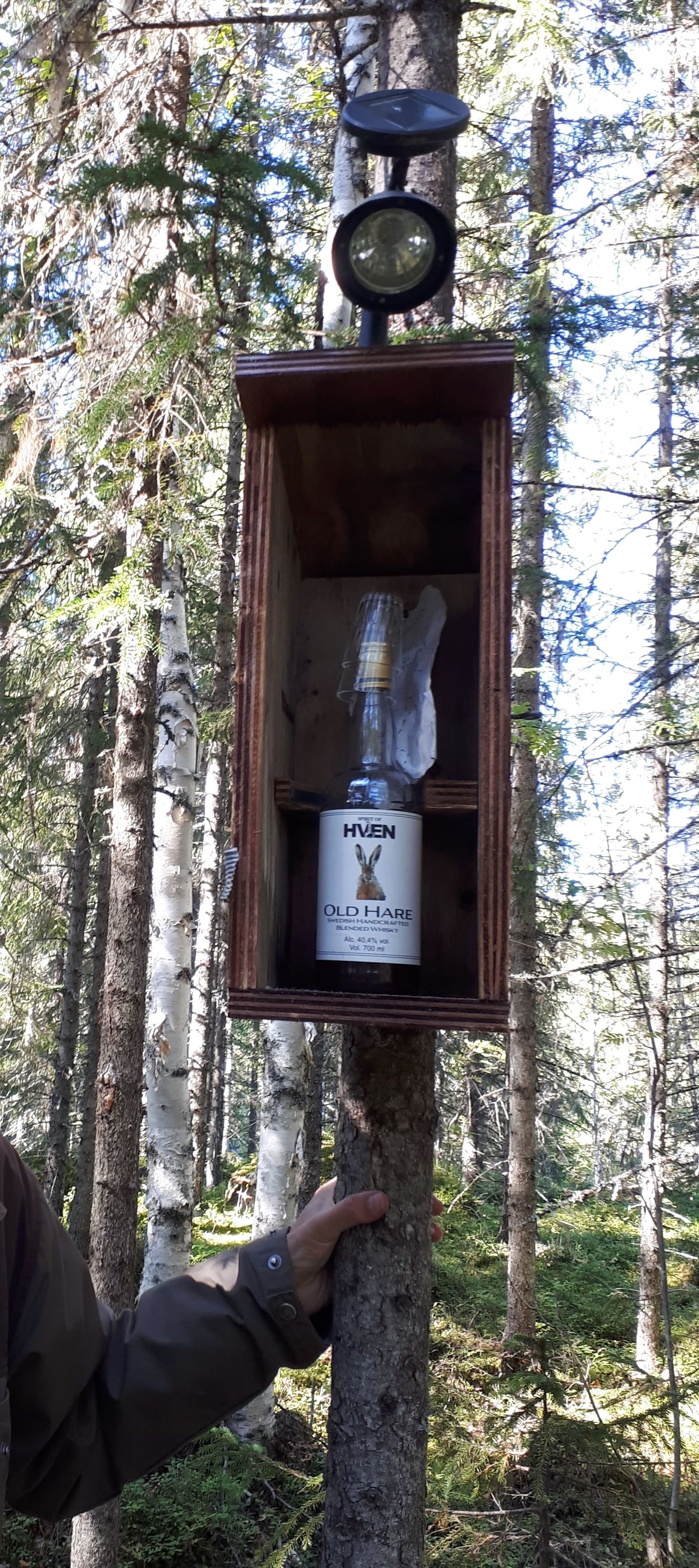
En Suptall i skogarna kring Laxsjö.

En suptall är en tall utmed en färdväg där resande förr brukade stanna till för att rasta, och som det antyds ofta skall ha tagit sig en sup. 
Suptallen fungerade som ett vägmärke, det var ofta en äldre och grov eller solitärt stående tall, eller en tall som på något annat sätt utmärkte sig genom ett säreget utseende, som vägfarare kunde känna igen. De gamla forkörarna hade på sina långa resor sett ut många suptallar att rasta vid. 
En del suptallar är idag skyddade som naturminnesmärken, kvarvarande tallar av detta slag är ofta dels av hög ålder och dels utgör de kulturspår i landskapet.
En mycket välkänd suptall finns i Selet nära Byskeälven. Enligt traditionen är familjen Fahlman dess ägare och det sägs att den bringar lycka och välstånd.[källa behövs]
|  |  |  |